# Anette Felber
Anette Felber (* 1947 in Leipzig) ist eine deutsche Schauspielerin.

## Leben

### Ausbildung und Theater
Felber absolvierte nach dem Berufsabitur in Landschafts- und Gartengestaltung absolvierte eine Schauspielausbildung, die sie an der Theaterhochschule „Hans Otto“ Leipzig erhielt und 1969 mit dem Schauspieldiplom abschloss. Von 1969 bis 1998 hatte sie Theaterengagements am Theater Meiningen, am Theater Nordhausen, am Theater Dessau, am Theater Erfurt, sowie am Schauspielhaus Leipzig und an den Städtischen Bühnen Magdeburg. Felber spielte zahlreiche Rollen des zeitgenössischen und klassischen Repertoires. Zunächst wurde sie im Fach der jugendlichen Heldin und jugendlichen Liebhaberin eingesetzt, u. a. mit Rollen wie Hermia in Ein Sommernachtstraum, Viola in Was ihr wollt und Luise in Kabale und Liebe. Später folgten Charakterrollen wie die Titelrollen in Maria Stuart und Mutter Courage. Seit 1999 ist sie als freiberufliche Schauspielerin tätig.
Anette Felber gehört seit 2002 zum festen Ensemble des Berliner Kriminal Theaters. Sie spielte dort am Anfang ihres Engagements die Rolle der schrulligen Haushälterin Janet MacKenzie in Agatha Christies Theaterstück Zeugin der Anklage; die Premiere der Inszenierung war im März 2002. 2007 übernahm sie am Berliner Kriminaltheater die Rolle der Miss Marple in dem Theaterstück Mord im Pfarrhaus von Agatha Christie. Weitere Rollen am Berliner Kriminaltheater hatte Felber in Agatha Christies Kriminalstück Die Mausefalle (als Mrs. Boyle) und in der Kriminalkomödie Arsen und Spitzenhäubchen, wo sie Abby Brewster, eine der mörderischen Damen, verkörperte. In Patrick Hamiltons Krimi-Thriller Gaslight übernahm Felber am Berliner Kriminaltheater im April 2014 die Rolle der älteren Dienerin Elisabeth. Sie spielte die Rolle dann auch in der Spielzeit 2014/15.

### Film und Fernsehen
Im Defa-Film und beim DFF war sie etwa in der Reihe Der Staatsanwalt hat das Wort (1975) und der Verfilmung über Albert Einstein zu sehen. In dem Kinofilm Aimée & Jaguar (1999) war sie in einer Nebenrolle als Frau Pohl zu sehen; sie spielte die Ehefrau des Obers Pohl (Peer Jäger). Nach der Wende spielte sie in vielen erfolgreichen Fernsehfilmen und -serien mit, unter anderem dem Spielfilm-Debüt des Regisseurs Hendrik Handloegten Paul Is Dead (2000). Im selben Jahr war sie in Gripsholm, einer Literaturverfilmung von Xavier Koller nach der Erzählung von Kurt Tucholsky, zu sehen.
In der RTL-Krankenhausserie Stadtklinik spielte sie 1996 in mehreren Folgen die Rolle der Ingrid Hartwig, die Mutter einer Koma-Patientin. In der ARD-Fernsehreihe Ärzte (1994–1996), spielte sie, an der Seite von Senta Berger, eine wiederkehrende Nebenrolle. Sie verkörperte die Haushälterin Frau Schönchen, ein „Sächsisch sprechendes Faktotum.“ In dem Krimi Venezianisches Finale (2003) aus der Fernsehreihe Donna Leon hatte sie eine kleine, aber für den Handlungsverlauf nicht ganz unwichtige Rolle. Sie spielte die Haushälterin des ermordeten Dirigenten Wellauer. 2005 war sie in der ZDF-Kriminalserie SOKO Wismar in der Folge Eiszeit einer Episodenrolle zu sehen. Sie spielte Gerda Voss, die Schwiegermutter einer attraktiven, jungen Witwe.
In dem ARD-Märchenfilm Des Kaisers neue Kleider (2010) übernahm sie die kleine Rolle der Marktfrau.

### Autorin
- Falterburg. Der Sommerflügel. Wiesengrund Verlag, Wiesenburg 2015, ISBN 978-3-944879-21-5 (Kinderbuch)

## Filmografie
- 1974: Für die Liebe noch zu mager?
- 1975: Der Staatsanwalt hat das Wort (1 Folge)
- 1975: Auf der Suche nach Gatt
- 1976: Strategie der Träume
- 1977: Vier Tropfen
- 1980: Draußen im Heidedorf
- 1981: Bürgschaft für ein Jahr
- 1990: Albert Einstein (Fernseh-Zweiteiler)
- 1994–96: Ärzte (4 Folgen)
- 1994: Imken, Anna und Maria
- 1995: … nächste Woche ist Frieden
- 1996: Stadtklinik (3 Folgen)
- 1996: Tatort – Schneefieber
- 1997: Alarm für Cobra 11 – Die Autobahnpolizei (1 Folge)
- 1999: Aimée & Jaguar
- 1999: Dr. Stefan Frank – Der Arzt, dem die Frauen vertrauen – Leben und Freiheit
- 2000: Paul Is Dead
- 2000: Gripsholm
- 2001: Unser Charly (2 Folgen)
- 2003: Donna Leon – Venezianisches Finale
- 2004: Mit deinen Augen
- 2004: Tatort – Märchenwald
- 2005: SOKO Wismar (1 Folge)
- 2006: Heute heiratet mein Ex
- 2007: Doktor Martin (1 Folge)
- 2008: Polizeiruf 110: Geliebter Mörder
- 2009: Goldfische fliegen nicht – Ein Plattenbaumärchen
- 2010: Des Kaisers neue Kleider
- 2014: Westfalia